# آن گرانت
آن گرانت (انگلیسی: Ann Grant؛ زادهٔ ۶ مه ۱۹۵۵) بازیکن هاکی روی چمن اهل زیمبابوه بود.
وی به‌همراه تیم ملی هاکی روی چمن زنان زیمبابوه به مدال طلا بازی‌های المپیک تابستانی ۱۹۸۰ رسیده‌است.